# 蒲原大堰
蒲原大堰（かんばらおおぜき）は、新潟県三条市、一級河川・信濃川本流下流部に建設された堰である。
国土交通省北陸地方整備局が管理を行う国土交通省直轄ダムである。中ノ口川との分流部に中ノ口川水門と共に建設され1984年（昭和59年）に完成した。信濃川下流部の洪水調節と中ノ口川の流量を維持し沿岸農地への灌漑用水供給を安定化させる不特定利水、及び三条市への上水道供給を目的としている。多目的ではあるが特定多目的ダムではない。

## 沿革
蒲原地域は近世以降、多くの為政者によって河川改修が行われた。端緒となるのは1597年（慶長2年）、越後春日山城主上杉景勝による河川改修である。この陣頭指揮を執ったのが執政である直江兼続である。燕三条付近の洪水調節と上杉軍の拠点施設を水害から守るため、信濃川から中ノ口川を掘削・分流させた。江戸時代、長岡藩9代藩主・牧野忠精は蒲原平野の悪水を日本海に排出する大工事を手掛け、この地域は穀倉地帯に変貌。人口も次第に増えていった。だが、大雨が降る度に洪水被害を受ける水害常襲地帯であること、渇水時には中ノ口川の流水が信濃川に流出し灌漑や水運に影響を及ぼしていた。このため、根本的な洪水調節と安定した流水維持が課題となった。
1961年（昭和36年）の洪水で白根市などが被害を受けたのを機に、建設省（現・国土交通省北陸地方整備局）は燕三条地域の河川整備を強化しようとした。だが、中ノ口川沿岸は人口密集地帯であったため堤防の引堤などは住民の移転が多くなるため不可能であった。また、中ノ口川の水量維持も行う上で総合的な整備を行う必要があったため、信濃川・中ノ口川分流点に堰・水門を建設する計画に着手した。

## 目的
1973年（昭和48年）より中ノ口川水門の建設に着手、1978年（昭和53年）に完成した後に蒲原大堰が同年より建設に着手され、1984年（昭和59年）に完成した。堰の目的は洪水調節・中ノ口川への正常な流量の維持・灌漑・上水道と多目的である。これにより洪水による中州地帯への浸水の防止と、渇水時の中ノ口川水量減少を防止することが可能となり、農業用水・蒲原地域の水道供給が強化された。

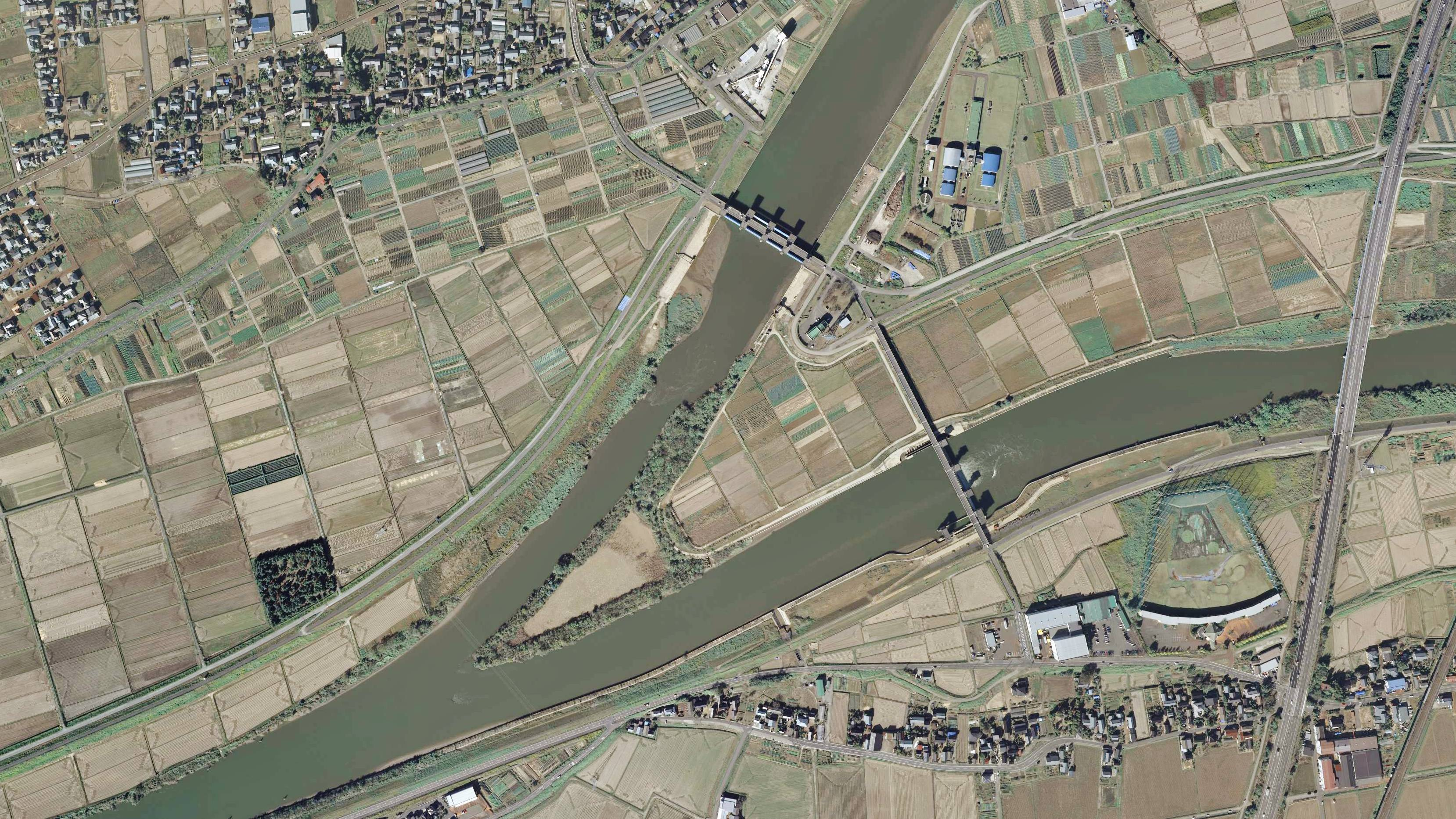
蒲原大堰（下）と中ノ口川水門（上）
（2011年、国土地理院撮影）

## 蒲原大橋
管理橋として橋長332 m（メートル）の鈑桁橋である蒲原大橋が併設されている。
- 形式 - 鋼単純合成RC床版鈑桁橋
- 橋長 - 332 m
  - 主径間支間長 - 37.3 m
- 幅員 - 7.0 m
  - 車道 - 5.5 m
  - 歩道 - 片側1.5 m
- 施工 - 片山鉄工所、巴組鐵工所